# Dio (groupe)
Pour les articles homonymes, voir Dio.
Dio est un groupe de heavy metal américain, originaire de Cortland, à New York. Il est formé en 1982 et dirigé par le chanteur Ronnie James Dio après son départ de Black Sabbath dans le but de former un nouveau groupe avec son ami Vinny Appice, également ancien membre de Black Sabbath. Le nom Dio signifie « Dieu » en italien. Le groupe compte un total de dix albums studio et a connu de nombreux changements de line-up, Ronnie James Dio étant le seul membre originel restant dans le groupe. Les guitaristes membres du groupe incluent Craig Goldy (le guitariste le plus récent), Doug Aldrich, Vivian Campbell, Tracy G, Jake E. Lee et Rowan Robertson. Le groupe s'éteint en 2010 lorsque Ronnie James Dio meurt d'un cancer de l'estomac à l'âge de 67 ans. Le groupe compte plus de 10 millions d'albums vendus à travers le monde.

## Biographie

### Origines etHoly Diver(1982–1983)
En 1982, des désaccords sur le mixage pour l'album Live Evil du groupe Black Sabbath ont pour conséquence le départ de Ronnie James Dio et Vinny Appice du groupe. Cherchant à continuer ensemble dans la musique, les deux forment le groupe Dio en octobre 1982 aux États-Unis, avec Vivian Campbell (guitare) et Jimmy Bain (basse). En mai la même année, le groupe fait paraître son premier album, Holy Diver. Il présente deux singles à succès, Rainbow in the Dark et Holy Diver, qui gagnent en popularité grâce à MTV. Ronnie James Dio et Jimmy Bain s'occupaient à la base des morceaux aux claviers lors des enregistrements en studio, mais recrutent par la suite le claviériste Claude Schnell pour des shows en live en 1983 avant la tournée promotionnelle Holy Diver. Dio explique l'origine du groupe  : « C'était la bonne période pour devenir un groupe. C'était parfait pour nous. Tout est tombé à pic. [...] L'enregistrement se déroulait bien. Tout le monde voulait faire de son mieux. On croyait vraiment en ce qu'on faisait et on était toujours impatient de sortir des musiques pour laisser les gens les écouter. »

### DeThe Last in LineàDream Evil(1984–1989)
Désormais quintette depuis l'arrivée du claviériste Schnell, le groupe fait paraître son second album studio, The Last in Line, le 2 juillet 1984. Il est suivi d'un troisième album, Sacred Heart, le 15 août 1985. En 1985, Ronnie James Dio, Campbell et Bain écrivent la chanson Stars pour Hear 'n Aid, entre autres. Campbell ne supporte plus de travailler avec Dio, ce qui mène par la suite à son renvoi du groupe. Campbell est par la suite invité à rejoindre Whitesnake en 1987. De nombreuses chansons ont été enregistrées en live lors de la tournée Sacred Heart pour l'EP de l'album Intermission (1986) avec Campbell à la guitare, cependant l'EP contenait également la chanson studio Time To Burn qui présente le nouveau guitariste du groupe Craig Goldy aux fans.
Le 21 juillet 1987 paraît le quatrième album studio, Dream Evil. Peu après, Goldy, cherche à entamer une carrière solo et quitte le groupe. En juin 1989, Rowan Robertson, âgé à cette époque de 18 ans, est annoncé comme le remplaçant de Goldy lors des changements à venir : Schnell, Bain et Appice qui quittent le groupe.

### Changements (1990–1999)
Schnell, Bain et Appice sont remplacés respectivement par Teddy Cook, Jens Johansson et l'ancien batteur du groupe AC/DC Simon Wright. Le groupe fait paraître l'album Lock Up the Wolves au printemps 1990. Lors de la tournée promotionnelle, Ronnie James Dio recroise son ancien copain du groupe Black Sabbath, Geezer Butler, ce qui mène à la production de l'album Dehumanizer. Ronnie James Dio rassemble ensuite une nouvelle fois Dio, avec uniquement Appice à la batterie.
Début 1993, le guitariste Tracy G, le claviériste Scott Warren de Warrant et le bassiste Jeff Pilson sont recrutés. Le groupe abandonne alors les sonorités orientées fantasy pour des sonorités davantage dans l'air du temps. À la suite de ce revirement, certains fans considèrent les albums de cette période — Strange Highways (1993), Angry Machines (1996) et l'album live Inferno: Last in Live — comme les pires jamais produits par Dio, tandis que d'autres accueillent positivement la modernité induite par cette inflexion. Mais à cause des mauvais chiffres de vente de Angry Machines, la direction de la maison de disques demande au groupe de revenir aux sons qu'ils produisaient avant, ce qui entraîne le départ de Tracy G et son remplacement par Craig Goldy.

### Retour (2000–2004)

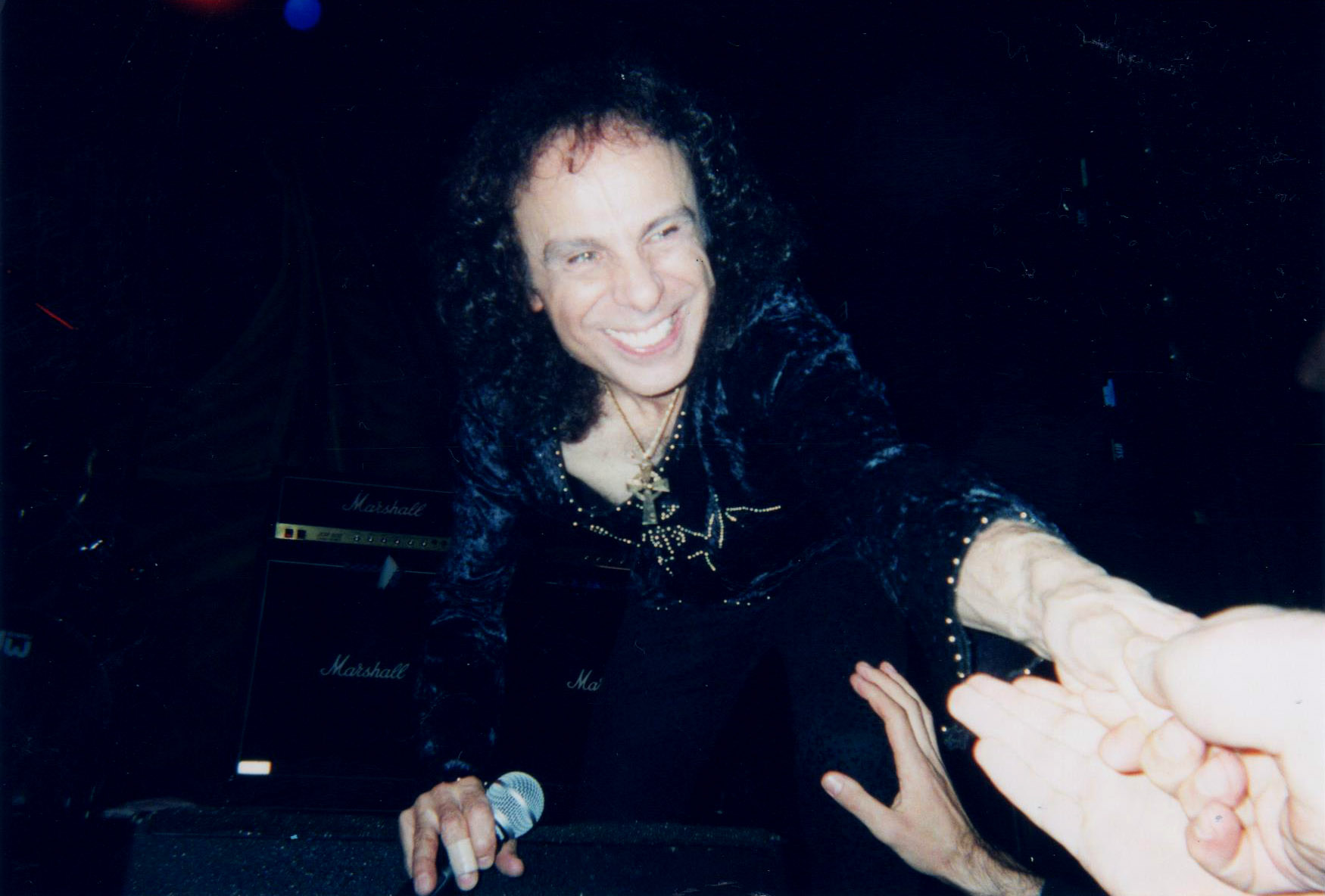
DIO à Paris le 30 septembre 2002 au Divan du Monde.

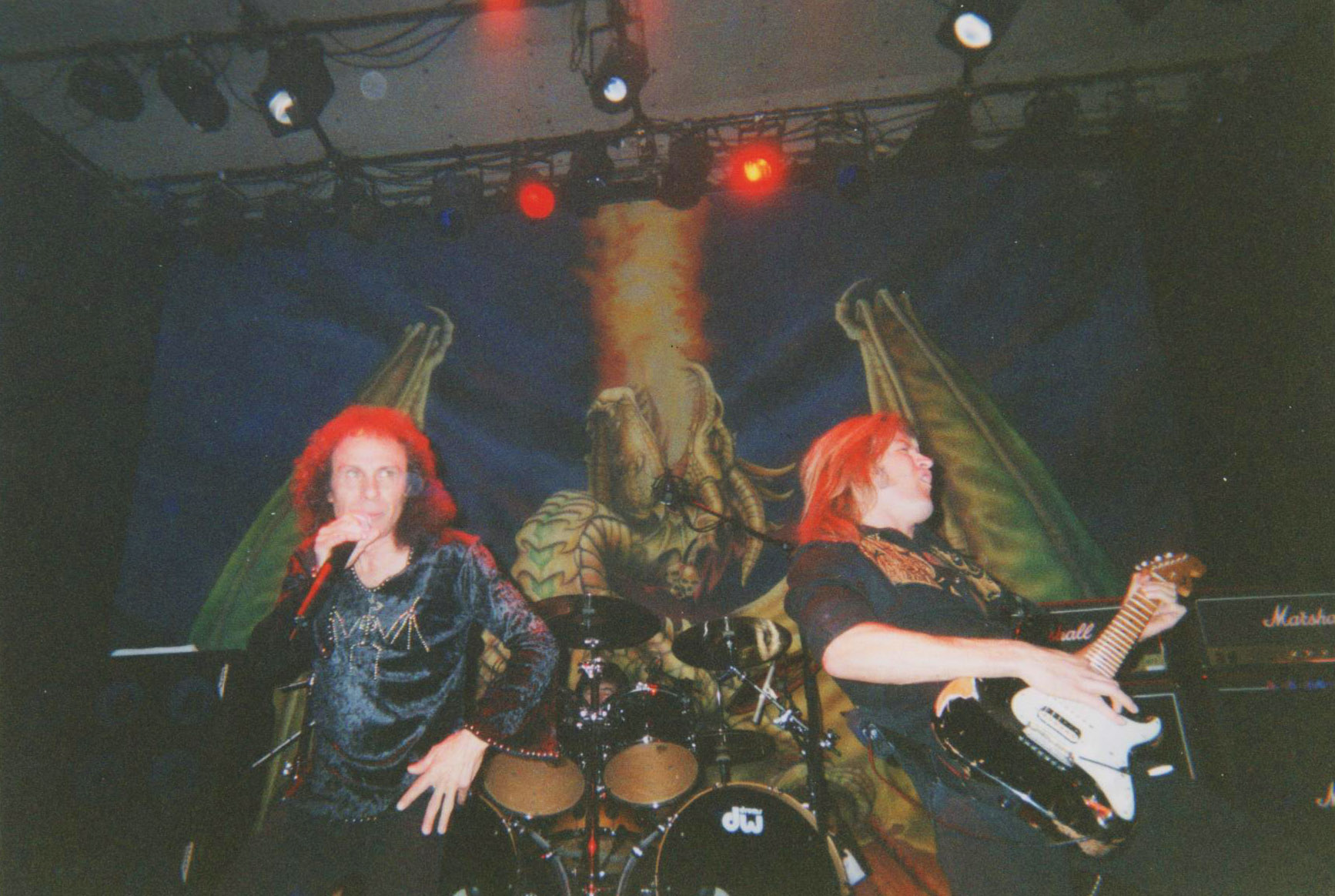
DIO et Doug Aldrich, le 30 septembre 2002 au Divan du Monde, Paris.

Le retour de Craig Goldy facilite la sortie du huitième album studio signé Dio en 2000, Magica, considéré par certains fans comme un « album comeback » et qui atteint la 13e place du classement indépendant Billboard. L'album ne présente pas seulement le retour de Goldy, mais aussi celui de Simon Wright et Jimmy Bain. En tant qu'album concept, Magica reprend l'ancienne sonorité du groupe mais avec davantage de claviers pour la touche de modernité. Cependant, lors de la tournée qui suit, des tensions se font ressentir entre Goldy d'un côté, et Bain et Ronnie James Dio de l'autre, du fait que Goldy se sentait obligé d'être aux côtés de sa famille. Goldy quitte le groupe en janvier 2002 et est remplacé par Doug Aldrich que Bain avait rencontré lors d'une session d'enregistrement pour l'album dédié à Metallica. Cependant, Aldrich ne contribue que très peu au neuvième album de Dio, Killing the Dragon, qui a principalement été écrit par Ronnie James Dio et Bain. Killing The Dragon est commercialisé en 2002 au label Spitfire Records (en), il est bien accueilli par le public métal, ce qui le mène à la 199e place du Billboard top 200 avec 5 722 exemplaires vendus la semaine de parution. Aldrich reste dans le groupe jusqu'en avril de l'année suivante avant de rejoindre, comme Campbell, Whitesnake, ce qui mène au retour de Goldy. Peu après, Bain quitte le groupe.

### Master of the Moonet split (2004–2010)
Dio fait paraître son dixième album studio, Master of the Moon, le 30 août 2004 en Europe au label SPV Records, et le 7 septembre 2004 aux États-Unis au label Sanctuary Records. L'album présente le multi-instrumentiste Jeff Pilson (ancien membre de Dokken) à la basse ; cependant, à cause de ses obligations contractuelles avec Foreigner, il n'assiste qu'aux sessions d'enregistrement et se voit donc remplacé par Rudy Sarzo pour les dates de tournée. L'album live de Dio Evil or Divine – Live in New York City est commercialisé en 2005, avec le même show paru en DVD en 2003. Dio participe à une tournée en Amérique du Sud, au Japon, en Europe et en Russie en 2005. En 2007, il est annoncé que Black Sabbath se réunira avec Ronnie James Dio sous les traits d'un nouveau groupe Heaven and Hell. Le groupe fait paraître The Devil You Know en 2009.
L'implication de Ronnie James Dio avec Heaven and Hell retarde les sessions d'enregistrement pour l'album successeur de Master of the Moon, intitulé Magica II. Ces trois années d'inactivité sont brièvement interrompues par une mini-tournée européenne de 10 dates entre mai et juin 2008, puis par 22 dates de concert entre novembre et décembre 2009 débutant au Royaume-Uni et s'achevant en Allemagne. Doug Aldrich se doit de remplacer Craig Goldy à la guitare lors de ces dates de tournées. Dio parvient à faire paraître un single, intitulé Electra, en même temps que la tournée. Il s'agit de leur première sortie en cinq années d'inactivité. Le groupe prévoit également de faire paraître un ou deux albums courant 2010. Le 18 novembre 2009, la tournée européenne est annulée à la suite de l'hospitalisation de Ronnie James. Il est diagnostiqué d'un cancer de l'estomac et doit se reposer. Son manager et épouse Wendy Dio remercie ceux qui le soutiennent et annonce « qu'après avoir tué ce dragon, Ronnie retournera sur scène, là où est sa place, à faire ce qu'il sait faire de mieux, faire plaisir à ses fans. »
Le 19 février 2010, un coffret est annoncé sur le site Internet officiel de Dio, intitulé Tournado Box Set, en version limitée. Le coffret inclut le CD de Killing the Dragon, un DVD de Evil or Divine (format PAL uniquement), un DVD bonus, des interviews, une galerie d'images, des scènes exclusives en coulisse, des vidéos promotionnelles de la chanson de l'album Killing the Dragon intitulée Push, des cartes Dio et un CD single bonus de la chanson Electra (la dernière chanson enregistrée par le groupe), des albums inachevés de Magica II & Magica III.

### Mort de Ronnie James Dio (2010–2012)

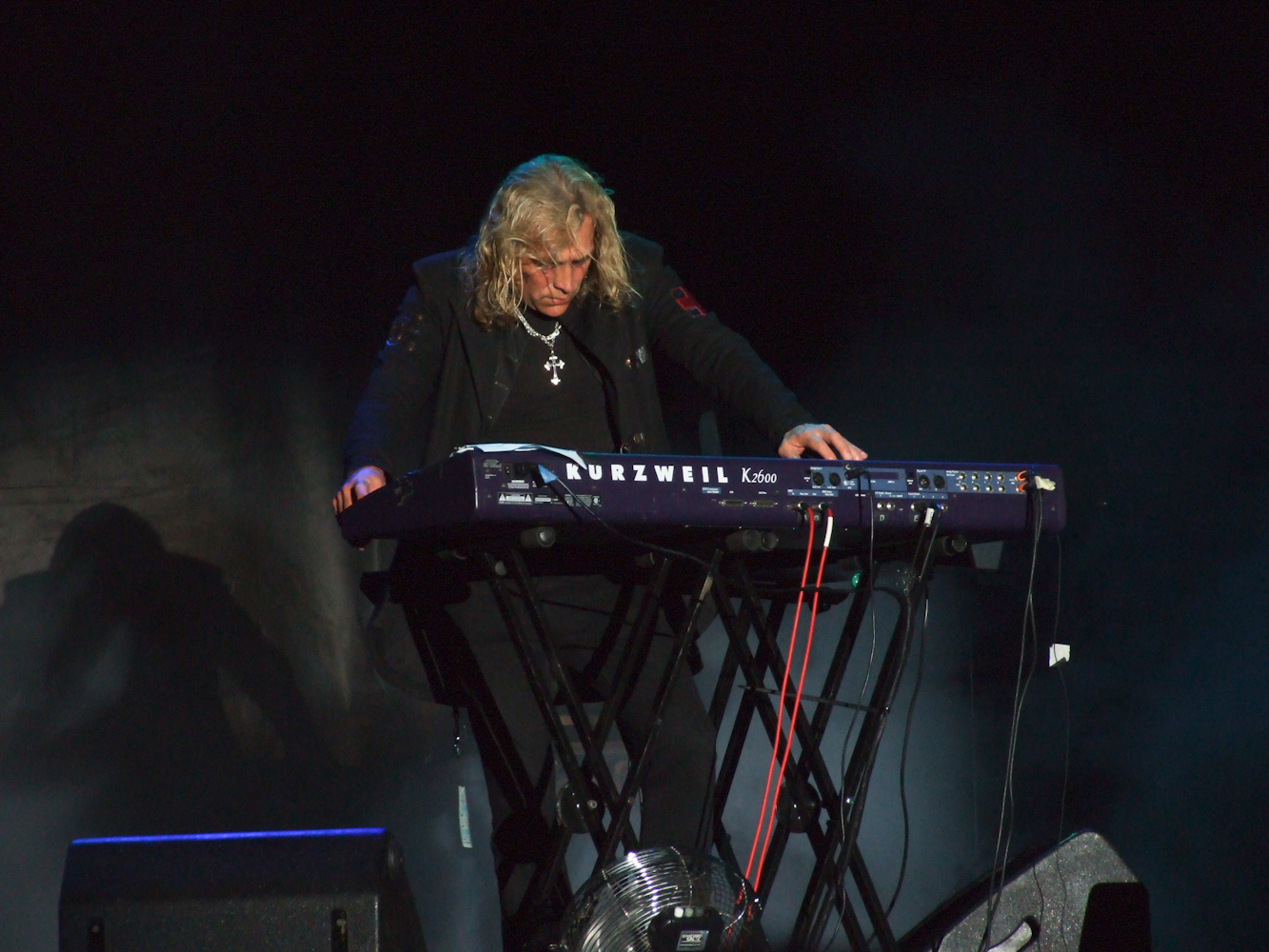
Craig Warren sur scène en 2012, jouant pour le projet parallèle DIO Disciples.

Ronnie James Dio meurt d'un cancer de l'estomac le 16 mai 2010 au Texas Medical Center de Houston,. Le 9 novembre 2010, un album live commémoratif est commercialisé. Intitulé Dio at Donington UK: Live 1983 & 1987, il montre des apparitions de Dio en 1983 et 1987 au festival Monsters of Rock et des prestations du groupe avec Rainbow et Black Sabbath, notamment. Interviewé par Classic Rock Magazine au Royaume-Uni, le guitariste de Dio, Craig Goldy, explique en ces termes : « on bossait sur des chansons pour le nouvel album Dio juste avant le décès de Ronnie en mai et on devait en terminer une dernière. Wendy [Dio, le manager et épouse de Ronnie] proposa de faire de nouveau paraître l'album 'Magica' [de DIO] (originellement commercialisé en 2000) avec des chansons bonus, dont celle-ci. » Goldy explique également que les paroles étaient rédigées par Dio pendant son combat contre le cancer, et qu'elles sont « très émouvantes » et « dures à écouter sans avoir une boule dans la gorge. »
Le 18 mars, il est annoncé que le line-up restant de Dio s'attèlera à un projet parallèle aux côtés du chanteur de Judas Priest, Tim « Ripper » Owens, sous le nom de DIO Disciples. Le projet s'achève en 2011. En mai 2012, l'ancien guitariste du groupe Vivian Campbell annonce sa tentative de réunir le premier line-up de Dio pour quelques soirées potentielles. Il y serait impliqué aux côtés du batteur Vinny Appice, du bassiste Jimmy Bain et du claviériste Claude Schnell. Ce line-up mettrait également à l'affiche l'ancien chanteur de Lynch Mob et ancien membre de tournée de The Offspring Andrew Freeman, et jouerait sous le nom de Last in Line.

## Membres

### Derniers membres
- Ronnie James Dio (†) – chant (1982–1991, 1993–2010), claviers, basse (1982–1994), mort le 16 mai 2010.
- Craig Goldy – guitare (1986–1989, 1999–2001, 2004–2005, 2006–2010).
- Simon Wright – batterie (1989–1991, 1998–2010).
- Scott Warren – claviers (1993–2010).
- Rudy Sarzo – basse (2005–2010).

### Anciens membres
- Vinny Appice – batterie (1982–1989, 1993–1998).
- Jimmy Bain (†) – basse (1982–1989, 1999–2004), claviers (1982–1994), mort le 23 janvier 2016.
- Jake E. Lee – guitare (1982).
- Vivian Campbell – guitare (1982–1986).
- Claude Schnell – claviers (1984–1989).
- Rowan Robertson – guitare (1989–1991).
- Jens Johansson – claviers (1989–1991).
- Teddy Cook – basse (1989–1991).
- Tracy G – guitare (1993–1999).
- Jeff Pilson – basse (1993–1997, 2004–2005).
- Larry Dennison – basse (1997–1999).
- Doug Aldrich – guitare (2001–2004, 2005–2006).

### Membres de tournée
- Jerry Best – basse (1995).
- Bob Daisley – basse  (1998).
- Chuck Garric – basse (2000–2001).
- James Kottak (†) - batterie (1997).

## Discographie

### Albums studio
- 1983 : Holy Diver
- 1984 : The Last in Line
- 1985 : Sacred Heart
- 1987 : Dream Evil
- 1990 : Lock up the Wolves
- 1994 : Strange Highways
- 1996 : Angry Machines
- 2000 : Magica
- 2002 : Killing the Dragon
- 2004 : Master of the Moon

### Albums live
- 1986 : Intermission EP
- 1998 : Inferno/Last in Live
- 2005 : Evil or Divine (CD live)
- 2006 : Holy Diver Live
- 2014 : Live in London Hammersmith Apollo 1993

### Compilations
- 1991 : Diamonds: Best of Dio
- 1997 : Anthology
- 1998 : Master Series
- 2000 : The Very Beast Of Dio
- 2001 : Anthology Vol Two
- 2003 : Anthology - Stand Up and Shout
- 2003 : The Collection

## Vidéographie
- 1983 : A Special From The Spectrum (VHS)
- 1986 : Sacred Heart : The Video (VHS ; DVD, 2004)
- 1990 : Time Machine (VHS)
- 2003 : Evil or Divine (DVD)
- 2005 : We Rock (DVD)
- 2006 : Holy Diver – Live (DVD)
- 2006 : Tenacious D: The Pick of Destiny (DVD)